# Villalier
Villalier is een gemeente in het Franse departement Aude (regio Occitanie). De plaats maakt deel uit van het arrondissement Carcassonne. Villalier telde op 1 januari 2022 968 inwoners.

## Geografie
De oppervlakte van Villalier bedroeg op 1 januari 2022 7,7 vierkante kilometer; de bevolkingsdichtheid was toen 125,7 inwoners per km².
De onderstaande kaart toont de ligging van Villalier met de belangrijkste infrastructuur en aangrenzende gemeenten.

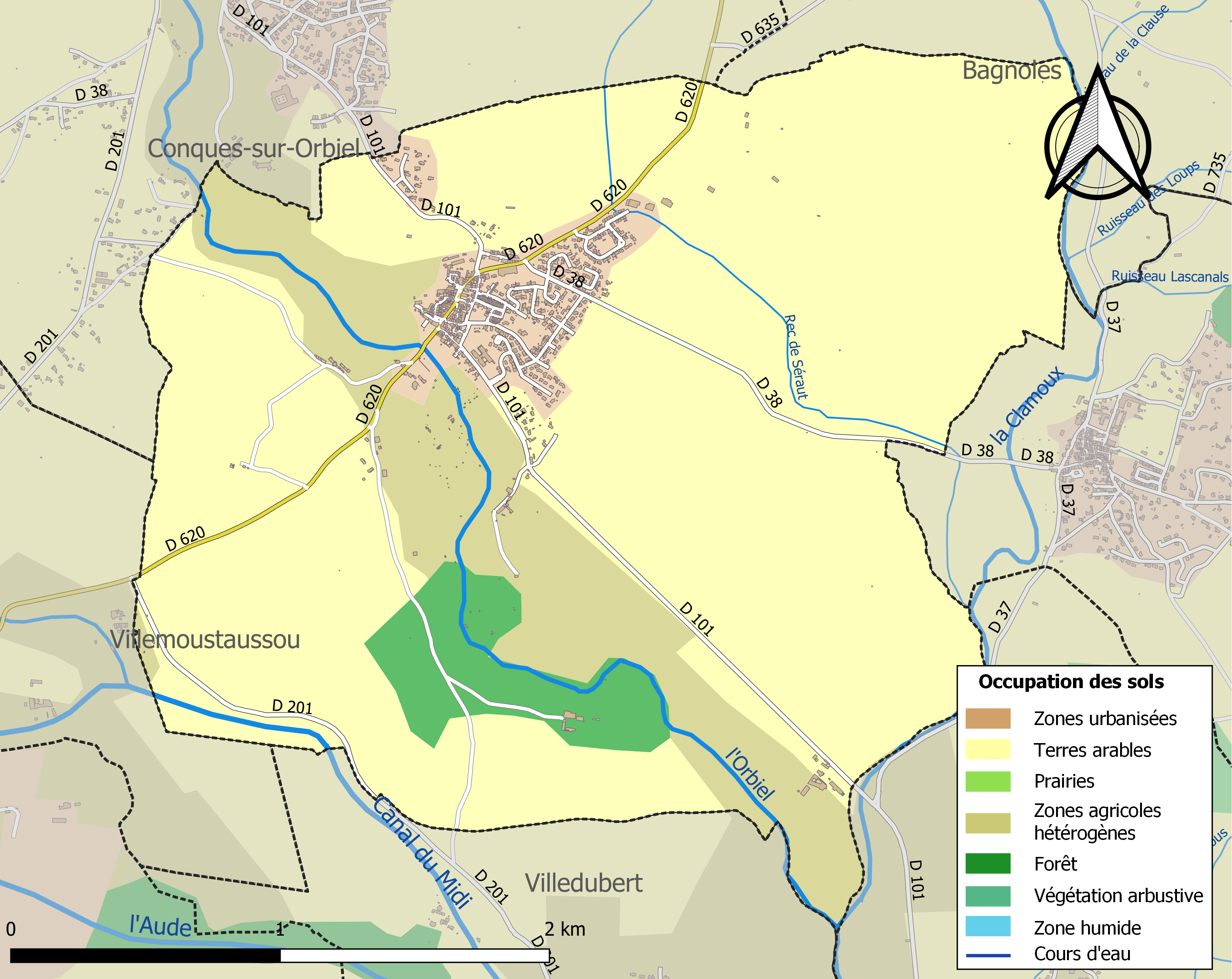

## Demografie
Onderstaande figuur toont het verloop van het inwonertal (bron: INSEE-tellingen).

Vanwege een beveiligingsprobleem met de MediaWiki Graph-software is het momenteel niet mogelijk deze grafiek weer te geven. Zodra de software is bijgewerkt zal de grafiek vanzelf weer zichtbaar worden.